# Чепигівка
Чепи́гівка — село в Україні, у Сватівській міській громаді Сватівського району Луганської області. Населення становить 317 осіб. Колишній орган місцевого самоврядування — Містківська сільська рада.
Село постраждало внаслідок геноциду українського народу, вчиненого урядом СРСР у 1932—1933 роках, кількість встановлених жертв — 26 людей.

## Також
- Перелік населених пунктів, що постраждали від Голодомору 1932-1933, Луганська область